# Várhelyi Péter (labdarúgó)
Várhelyi Péter (1944. szeptember 6. –) labdarúgó, hátvéd. A sportsajtóban Várhelyi III-ként is szerepelt.

## Pályafutása
1964 végéig a Szegedi Honvédban szerepelt. 1965 és 1974 között a Szegedi EOL játékosa volt. Az élvonalban 1965. május 12-én mutatkozott be a Tatabánya ellen, ahol 0–0-s döntetlen született. Összesen 141 első osztályú bajnoki mérkőzésen lépett a pályára.